# Cyrano de Bergerac (film, 1950)
A Cyrano de Bergerac Edmond Rostand azonos című drámájából készült 1950-ben bemutatott fekete-fehér amerikai film José Ferrer címszereplésével, Michael Gordon rendezésében.

## Cselekmény
A tizenhetedik századi Párizsban játszódó történet főszereplője a költő és páratlan kardforgató Cyrano de Bergerac. A színházban félbeszakítja a darabot, mert nem tudja elviselni a szerinte tehetségtelen főszereplő, Montfleury játékát. Egy bosszús arisztokrata piperkőc, Valvert vicomte párbajra provokálja őt, kigúnyolva Cyrano hatalmas orrát. Cyrano kiáll ellene, sőt megígéri, hogy vívás közben egy szellemes balladát improvizál, és ellenfelét a vers végén döfi meg. Ígéretét be is váltja, és ez a bravúr csodálatra készteti a nagyszámú nézősereget. 
Cyranót barátja, Le Bret, a gascogne-i őrök kapitánya figyelmezteti, hogy veszélyes ellenséget szerzett. Le Bret-nek Cyrano felfedi annak igazi okát, hogy miért gyűlöli Montfleury-t. Bevallja, hogy féltékeny lett rá, amikor egy alkalommal meglátta, hogy unokatestvérére, a szép Roxane-ra mosolygott a színész. Az is kiderül, hogy szerelmes belé, de csúfsága, hatalmas orra miatt semmi reményt nem táplál, hogy Roxane viszontszerethetné. Másnap, mikor barátja biztatására rászánja magát, hogy megvallja érzéseit Roxane-nak, a lány arról beszél, hogy beleszeretett egy jóképű gárdistába, Christian de Neuvillette-be, pedig még nem is beszélt vele. Cyrano segítségét kéri, hogy szükség esetén védje meg Christiant, hiszen a kadétok keresik a veszélyt és gyakran párbajoznak. Ő ezt meg is ígéri, a vallomás viszont elmarad. Cyrano összebarátkozik a fiatalemberrel, és kiderül, hogy ő is belehabarodott Roxane-ba, de nem elég okos az udvaroláshoz. Segítségképpen Cyrano Christian nevében ír szerelmes leveleket Roxane-hoz, amelyek saját valódi érzelmeitől átfűtöttek. A szellemesség, a költészet megnyeri a lányt és ez felbátorítja Christiant. Úgy dönt, többé nem kéri Cyrano segítségét, és megpróbál maga beszélni Roxane-hoz. A vállalkozás csaknem balul üt ki, mert a báró szellemtelenül, unalmasan, dadogva szól. A lány magára hagyja a szerencsétlenkedő, hebegő szerelmest. Cyrano újra megmenti: a kertből az erkélyre szólíttatja Roxane-t, és elrejtőzve a bokrok között, súgva próbálja a szavakat az ifjú szerelmes szájába adni. Nem sok sikerrel, így azt est homályában végül saját hangján udvarol a lánynak. Szerelmes szavai annyira megnyerik Roxane-t, hogy a szobájába hívja Christiant.
Az öntelt De Guiche gróf szintén udvarol Roxane-nak, és éppen a szerelmesek egymásra találásakor küld egy levelet számára egy baráttal. Arról ír, hogy ezrede a frontra indul, és kéri Roxane-t, legyen a felesége. Egy hirtelen ötlettel, kissé meghamisítva a levél tartalmát, felolvassa azt, mintha a gróf kérné: a barát adja össze őt Christiannal. Meg is történik a frigy, De Guiche késve érkezik, mivel az utcán Cyrano feltartóztatja. A dühös gróf kárörömmel adja át a parancsot, hogy mindkét szerelmes azonnal vonuljon hadba a spanyolok ellen. 
A háborúban Guiche hősiesen harcol Arras alatt, ezzel megnyeri Cyrano rokonszenvét, aki közben minden nap levelet ír Roxane-nak a férje nevében, és élete kockáztatásával csempészi át azokat az ellenség sorain. A sereg helyzete reménytelen, a végső összecsapásra készülnek, amikor Roxane csellel átjutva az arcvonalon látogatást tesz férje a táborában, és élelmet visz az éhező katonáknak. Rajongva beszél a kedves levelekről, amelyek miatt jobban szereti, mint valaha. Ekkor Christian megérti, hogy ők valójában egymásért rajonganak, és önként jelentkezik egy olyan feladatra, amelyet biztosan nem fog túlélni. Christian meghal, mielőtt Roxane megtudhatná az igazat, és így Cyrano sem képes elmondani azt. 
Gyászában Roxane kolostorba vonul. Évek múlnak, Cyrano hetente látogatja mit sem sejtő szerelmesét. Időközben Guiche, aki szintén barátságot kötött vele és szintén látogatja a zárdában, figyelmezteti egy Cyrano elleni összeesküvésre. Az örök kötekedő továbbra is szatirikus cikkeket jelentet meg a nemesség ellen, emiatt sok az ellensége. A figyelmeztetés elkésett, Cyranót eléri a merénylő. Halálos sebet kapva sem mulasztja el látogatását a kolostorban. A mit sem sejtő Roxane átadja Christian utolsó levelét, hogy olvassa fel neki. A leszálló sötétben emlékezetből mondja el azokat a búcsúszavakat, amelyeket a biztosnak hitt halál árnyékában egykor maga írt a lánynak. Tizennégy évvel később Cyrano immár az elkerülhetetlen halál közeledtével fennhangon ismétli el ugyanazokat a szavakat. Roxane hirtelen mindent megért, de már késő. Ahogyan kétségbeesésében maga fogalmazza meg: 
„Csak egyet szerettem egész életemben, s kétszer vesztettem el!”

## Szereposztás
| Szerep                                           | Színész          | Magyar hangja (1. szinkron, 1979) | Magyar hangja (2. szinkron, 1998) |
| ------------------------------------------------ | ---------------- | --------------------------------- | --------------------------------- |
| Cyrano de Bergerac, költő és kardforgató         | José Ferrer      | Sinkovits Imre                    | Vass Gábor                        |
| Roxane, Cyrano unokahúga és szerelme             | Mala Powers      | Káldy Nóra                        | N/A                               |
| Báró Christian de Neuvillette, Roxane szerelmese | William Prince   | Ujréti László                     | N/A                               |
| Le Bret kapitány, Cyrano barátja                 | Morris Carnovsky | Bárány Frigyes                    | N/A                               |
| Antoine de Guiche gróf                           | Ralph Clanton    | Velenczey István                  | N/A                               |
| Ragueneau, pék és műkedvelő költő                | Lloyd Corrigan   | Verebes Károly                    | N/A                               |
| Duenna, Roxane dajkája                           | Virginia Farmer  | Schubert Éva                      | N/A                               |
| Richelieu bíboros                                | Edgar Barrier    | Végvári Tamás                     | N/A                               |
| Cukrászleány                                     | Elena Verdugo    | Venczel Vera                      | N/A                               |
| Vicomte de Valvert, piperkőc                     | Albert Cavens    | Izsóf Vilmos                      | N/A                               |
| Montfleury                                       | Arthur Blake     | Koroknay Géza                     | N/A                               |
| Kotnyeleskedő (fanyar úr)                        | Don Beddoe       | Horkai János                      | N/A                               |
| Bellerose                                        | Percy Helton     | Balázs Péter                      | N/A                               |
| Doktor                                           | Gil Warren       | Szabó Ottó                        | N/A                               |
| Kapucinus szerzetes                              | Francis Pierlot  | Bálint György                     | N/A                               |

## Díjak, jelölések
Oscar-díj (1951)
- díj: legjobb férfi főszereplő – José Ferrer

Golden Globe-díj (1951)
- díj: legjobb férfi főszereplő (filmdráma) – José Ferrer
- díj: legjobb operatőr – Franz Planer
- jelölés: legjobb filmdráma
- jelölés: legígéretesebb első szerep – Mala Powers

Directors Guild of America (1952)
- díj: legjobb rendező – Michael Gordon